# Skaphe

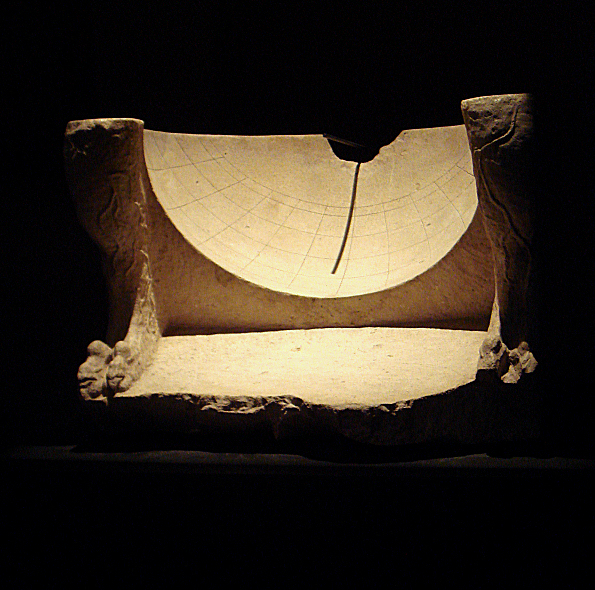
Antike Hohlkugel-Sonnenuhr (Skaphe). Der horizontal montierte Gnomon ging verloren.

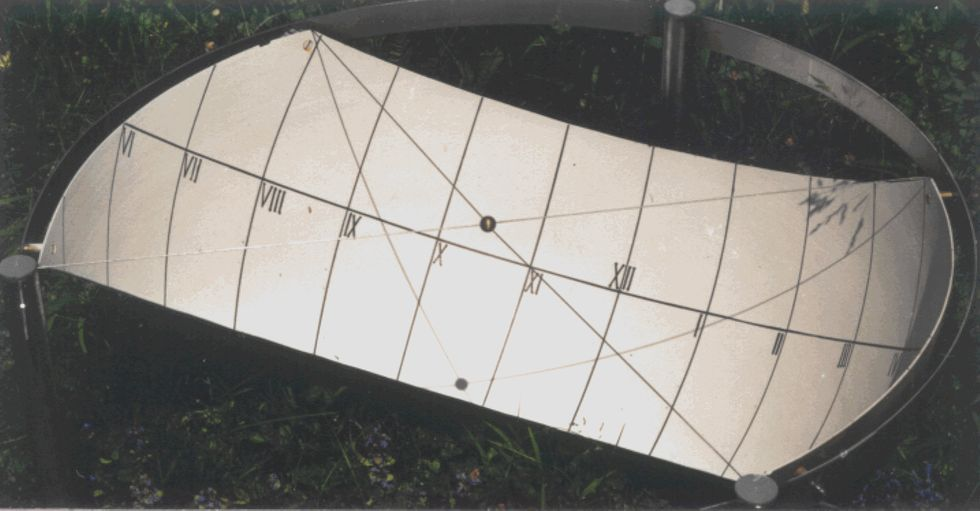
Moderne Nachbildung einer Skaphe mit einer Kugel als Nodus

Die Skaphe (altgriechisch σκάφη skáphē „Schüssel“) ist vermutlich der älteste Typ einer Sonnenuhr. Ihr Zifferblatt befindet sich in einer halben Hohlkugel mit waagerechtem Rand.
Als man bemerkte, dass der nach Süden gerichtete Teil der Skaphe nicht benötigt wird (auf der Nordhalbkugel der Erde), wurde er oft weggelassen. Dadurch wurde die Skaphe auch aus einiger Entfernung ablesbar.
Der Schattenwerfer ist punktförmig (Nodus), wozu in der Regel die Spitze eines senkrecht oder waagerecht montierten Gnomons benutzt wurde.
Den Namen Skaphe prägte im 3. Jahrhundert v. Chr. der Astronom Aristarch von Samos, dessen Hohlkugel-Sonnenuhr der Römer Vitruv um 30 v. Chr. im neunten seiner Bücher über Architektur beschreibt. Sie ist als Spiegelbild der sichtbaren Himmelskugel konzipiert. Eine ähnliche Konstruktion stammt vom Babylonier Berossos, der sie Hemispherium nannte.
Die Skaphe diente den antiken Astronomen neben der Zeitbestimmung auch zur Messung von Sonnenhöhen – weshalb sie auch Heliotrop hieß – und damit zur Breitenbestimmung.